# Gustaf Skarsgård

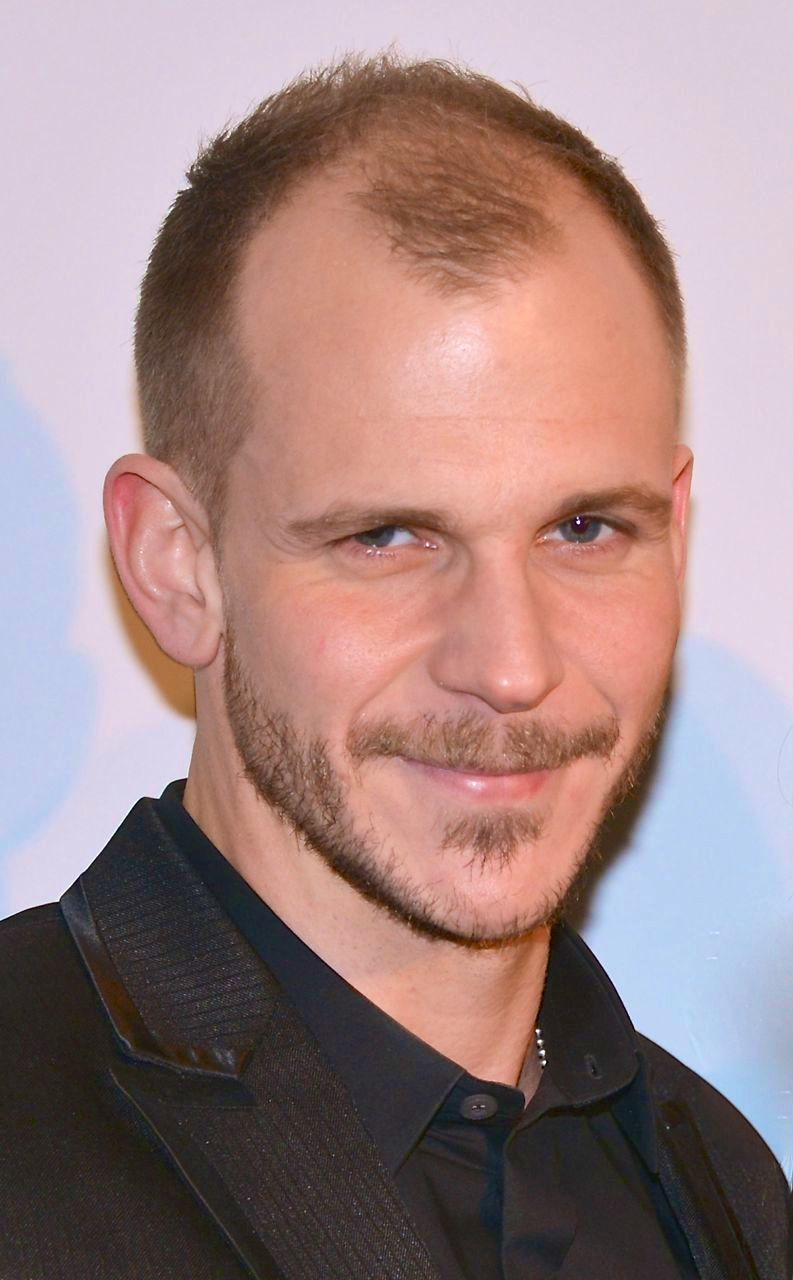
Gustaf Skarsgård (2013)

Gustaf Caspar Orm Skarsgård (* 12. November 1980 in Södermalm, Stockholm) ist ein schwedischer Schauspieler. Er gehört zur schwedischen Schauspielerfamilie Skarsgård.

## Leben
Gustaf Caspar Orm Skarsgård wurde als zweitältester Sohn des schwedischen Schauspielers Stellan Skarsgård und dessen früherer Frau My geboren. Stellans Freund, der Schauspieler Peter Stormare, wurde Gustafs Pate. Neben seinem Vater sind auch sein älterer Bruder Alexander (* 1976) und seine jüngeren Brüder Bill (* 1990) und Valter (* 1995) Schauspieler. Nachdem er von 1999 bis 2003 die Teaterhögskolan in Stockholm besucht hatte, trat er dem Dramaten bei, der Gesellschaft für Theaterschauspieler. Er spielte in mehrere Werken Shakespeares, Tschechows und Söderbergs an unterschiedlichen Theatern in Stockholm.
1989 spielte er als Neunjähriger den Sohn der Figur seines Vaters Stellan im schwedischen Thriller Coq Rouge. Nach dem Abschluss der Schauspielschule forcierte er seine Filmkarriere. Mit Faustrecht und Patrik 1,5 erhielt er eine Nominierung als Bester Nebendarsteller und Bester Hauptdarsteller beim schwedischen Filmpreis Guldbagge. Für seine Rolle des Gesangslehrer Johan im schwedischen Familienfilm Förortsungar wurde er als bester Hauptdarsteller ausgezeichnet. Eine weitere Nominierung erfolgte für seine Rolle in Utvandrarna.
Es dauerte fast 20 Jahre, bis er wieder mit seinem Vater in Arn – Der Kreuzritter und Arn – Riket vid vägens slut zusammenspielte, wobei er feststellen musste, dass sich sein Schauspielstil unabhängig entwickelte und dem seines Vaters doch sehr ähnelte. Besondere Bekanntheit verlieh ihm die Rolle des Floki aus der Serie Vikings, den er von 2013 bis 2020 spielte. 2018 übernahm er mit Beginn der zweiten Staffel als Karl Strand eine Hauptrolle in der HBO-Serie Westworld.
Skarsgård setzt sich für die palästinensischen Autonomiegebiete und den Gazastreifen ein.

## Filmografie (Auswahl)

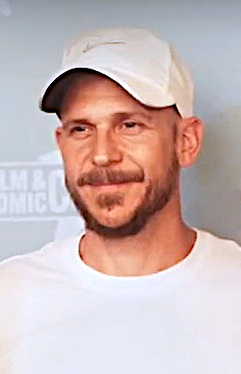
Gustaf Skarsgård auf der German Film & Comic Con 2024

- 1989: Coq Rouge (Täcknamn Coq Rouge)
- 1995: Sommaren
- 2002: Invisible – Gefangen im Jenseits (Den osynlige)
- 2003: Detaljer
- 2003: Faustrecht (Ondskan)
- 2004: Die Farbe der Milch (Ikke naken)
- 2006: Förortsungar
- 2007: Arn – Der Kreuzritter (Arn – Tempelriddaren)
- 2008: Arn – Riket vid vägens slut
- 2008: Millennium Brüder (Iskariot)
- 2008: Patrik 1,5
- 2010: The Way Back – Der lange Weg (The Way Back)
- 2011: Happy End
- 2012: Kon-Tiki
- 2013–2020: Vikings (Fernsehserie)
- 2013: Autumn Blood
- 2018: Westworld (Fernsehserie)
- 2020: Cursed – Die Auserwählte (Cursed, Fernsehserie)
- 2021: Utvandrarna
- 2023: Air: Der große Wurf (Air)
- 2023: Oppenheimer
- 2023: Evil (Ondskan) (Fernsehserie 6 Episoden)
- 2025: Black Bag – Doppeltes Spiel (Black Bag)

## Theaterrollen (Auswahl)
- 2004: Köpmannen i Venedig (Der Kaufmann von Venedig von William Shakespeare) – Regie: Bassanio (Königliches Dramatisches Theater in Stockholm)
- 2005: Platonov (von Anton Tschechow) – Regie: Karl Dunér (Königliches Dramatisches Theater in Stockholm)
- 2008: Den Allvarsamma Leken (von Hjalmar Söderberg) – Regie: Daniel Lind Lagerlöf (Stockholmer Stadttheater)[6]
- 2009: Hamlet (von William Shakespeare) – Regie: Katrin Wiedemann (Stadsteatern in Stockholm)

## Auszeichnungen
Guldbagge
- 2004: Nominierung als Bester Nebendarsteller für Faustrecht
- 2007: Auszeichnung als Bester Hauptdarsteller für Förortsungar
- 2009: Nominierung als Bester Hauptdarsteller für Patrik 1,5
- 2022: Nominierung als Bester Hauptdarsteller für Utvandrarna